# Stjärneholms borgruin
Stjärneholms borgruin ligger i Skurups kommun i Skåne. Borgen uppfördes av den danske rikshovmästaren Mogens Gyldenstjerne vid 1500-talets början så att den kunde motstå artillerield och blev den enda i sitt slag i Skåne. Den hade vallgrav och vindbrygga men var trots allt ingen riktig försvarsanläggning. Från 1613 ingick byggnaden i Svaneholms gods. Huset var rivet 1627.
Idag finns rester av huvudbyggnaden och två flyglar kvar. Även utanför vallgraven finns en vall som skiljer anläggningen från slättlandet i syd som är en del av den torrlagda Näsbyholmssjön.
Det första publicerade fyndet i Sverige av dvärgandmat (Wolffia arrhiza) påträffades i vallgraven, där växten fanns i rikliga mängder. I landskapet omkring hittas bland annat gullviva, Sankt Pers nycklar och rapunkelklocka (Campanula rapunculus).

## Källor

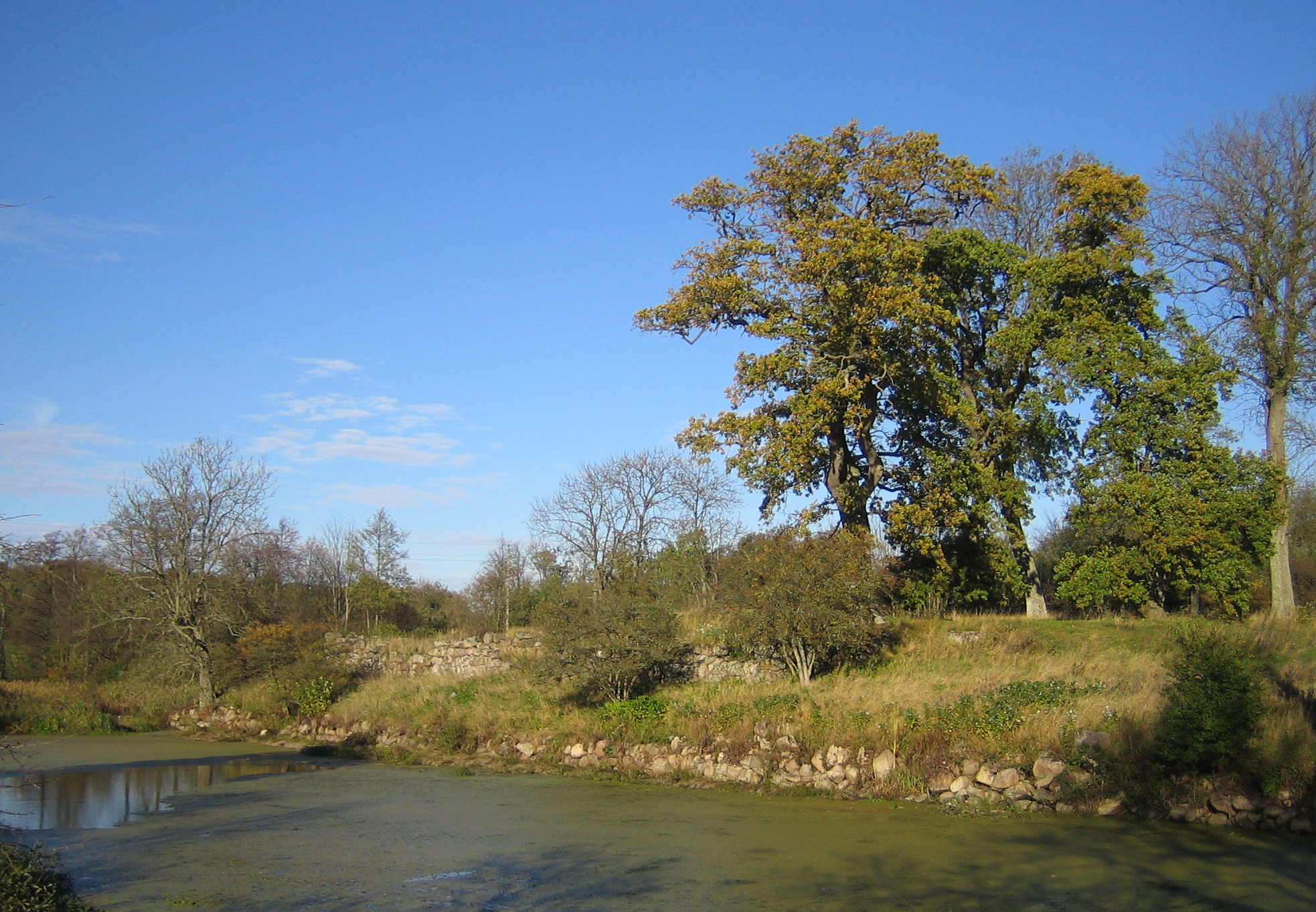
Stjärneholms borgruin
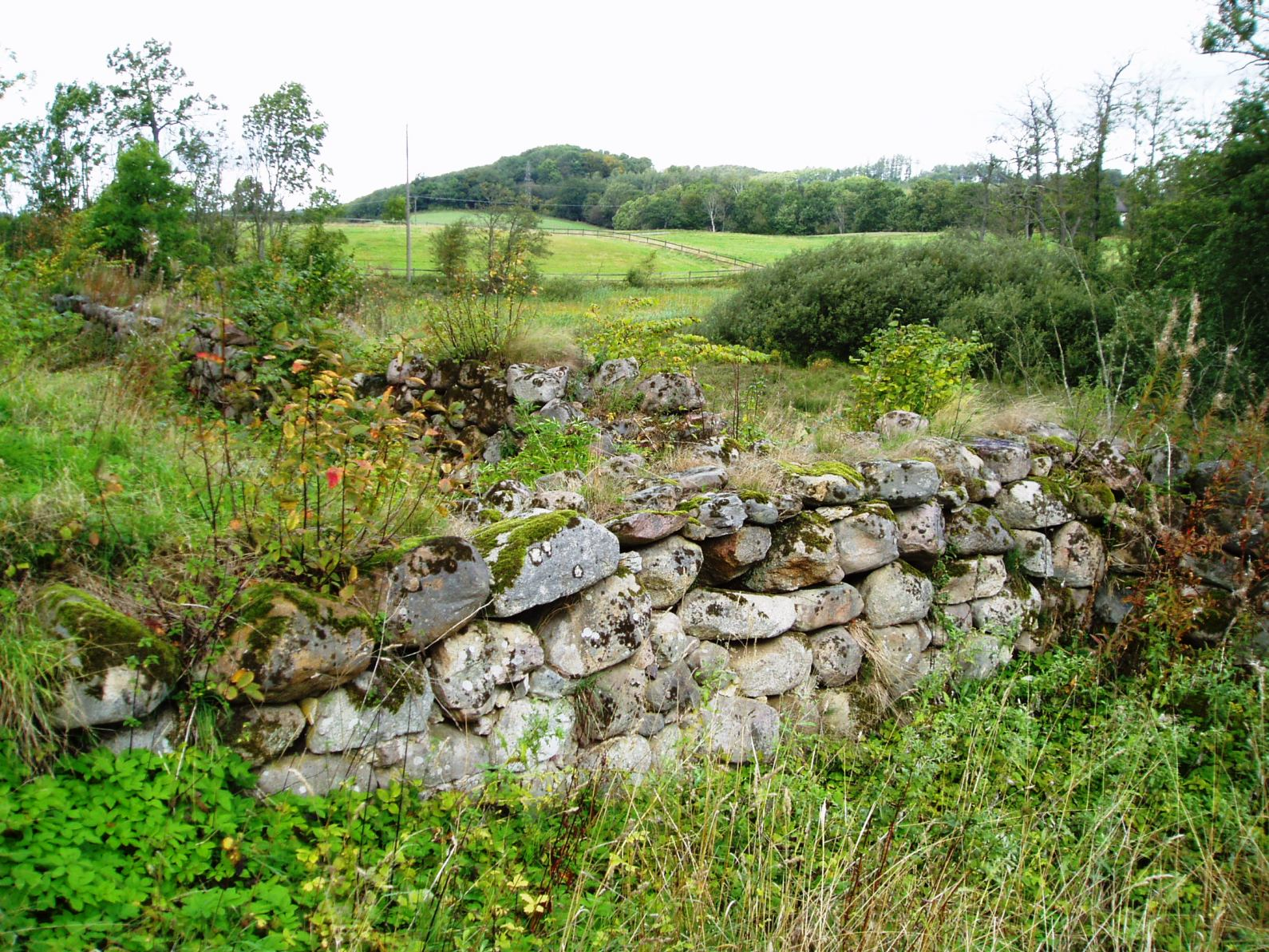
Närbild på lämningarna
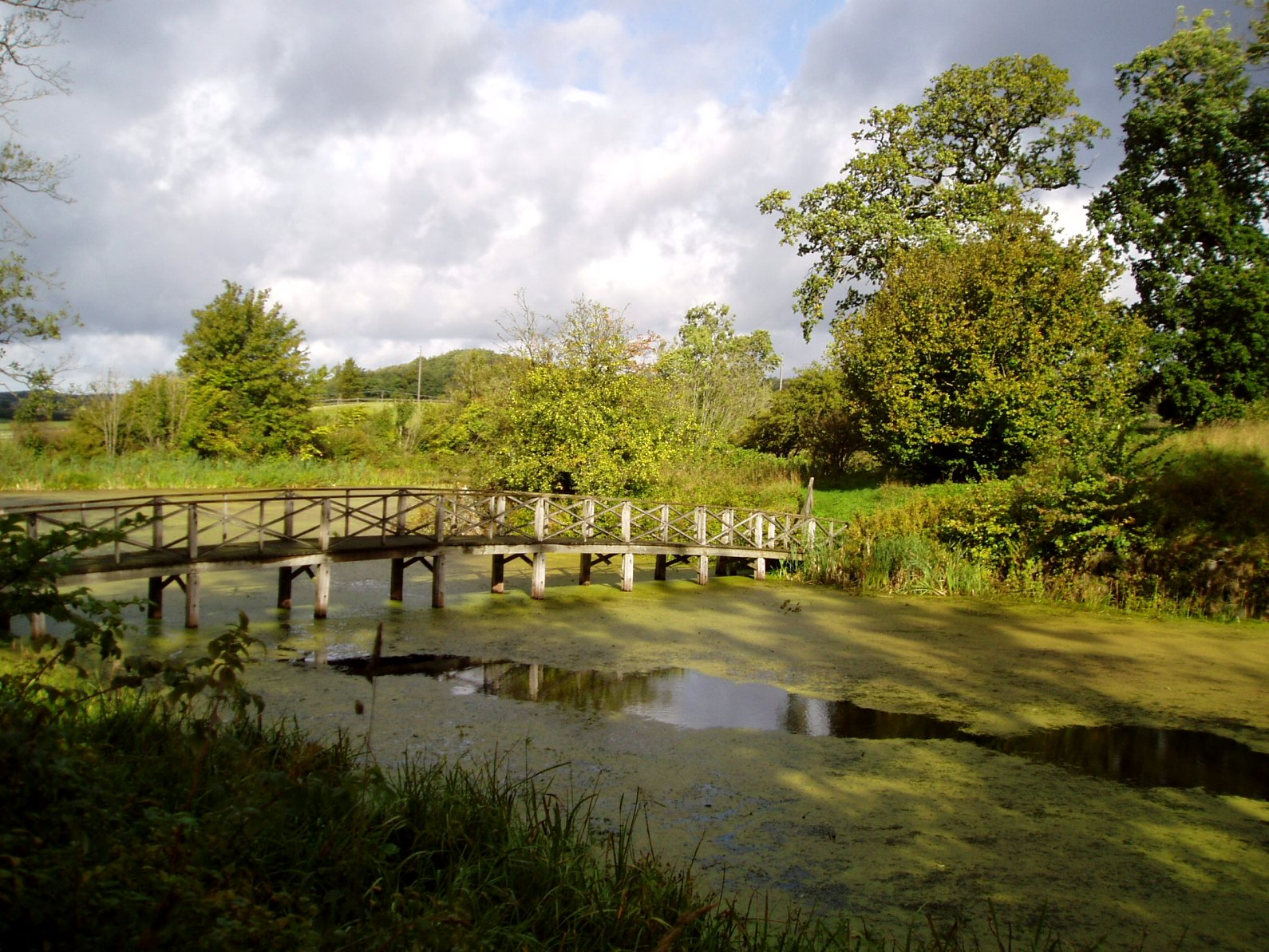
Dagens bro över vallgraven